# Oscar Kindlund
Oscar George Kindlund, född 11 januari 1997, är en svensk före detta fotbollsspelare. Hans far, Björn Kindlund, är en före detta fotbollsspelare i bland annat AIK.

## Karriär
Kindlunds moderklubb är IK Sirius. Han debuterade för klubbens A-lag som 15-åring den 16 juni 2012 som inhoppare i en Division 1-match mot Akropolis IF.
Sommaren 2013 gick Kindlund till IFK Göteborg. 2015 var han med och vann U19-Allsvenskan med klubben. I juni 2016 lånades Kindlund ut till IK Sirius. Han debuterade i Superettan den 11 juni 2016 mot GAIS (0–0). Den 5 augusti 2016 annonserade Sirius att Oscar Kindlund skrivit på ett treårskontrakt med klubben. Den 1 augusti 2018 lånades Kindlund ut till norska Nybergsund IL-Trysil. I september 2018 meddelade Kindlund att han avslutade sin fotbollskarriär.